# Ђорђе М. Павловић
 Ђорђе М. Павловић (1838 – 1921) био је српски политичар, универзитетски професор, судија и академик.
Дипломирао је право на Универзитету у Паризу 1862. и вратио се у Кнежевину Србију да предаје право на Великој школи у Београду од 1864. до 1871. године.
Павловић је био суоснивач Смедеревске кредитне банке, а касније је у више мандата био председник Касационог суда Србије и министар у Влади.
Краљ Милан Обреновић одликовао га је Орденом Таковског крста.

## Одабрана дела
- Хипотекарно право у Кнежевини Србији[5]
- О обавезностима и уговорима уопште
- Објашњење грађанског закона о јамству